# Pipartorp
Pipartorp är en ort i Strängnäs kommun. Orten klassades till och med år 2000 som en småort. Området ligger cirka 7 km norr om Åkers styckebruk. Vid 2015 års småortsavgränsning återfanns här åter en småort.